# ویسبادن
ویسبادن (به آلمانی: Wiesbaden)، نام شهری در شمال شرقی ساحل رود راین و پایتخت ایالت هسن می‌باشد.
با فرانکفورت ۳۰ کیلومتر و با ماینتس ۱۰ کیلومتر فاصله دارد.
ویسبادن را به چشمه‌های آب معدنی می‌شناسند. این شهر در سال ۲۰۰۹ بیش از ۲۷۷٬۰۰۰ نفر جمعیت داشت.

## نگارخانه

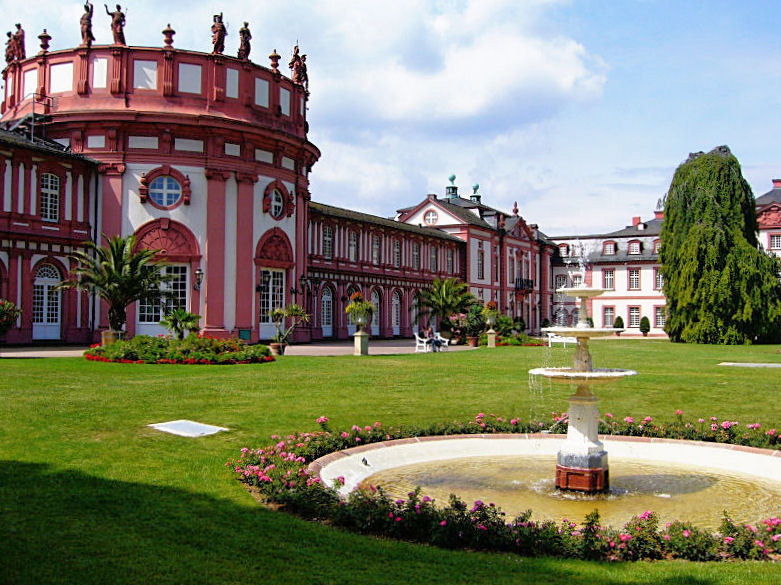
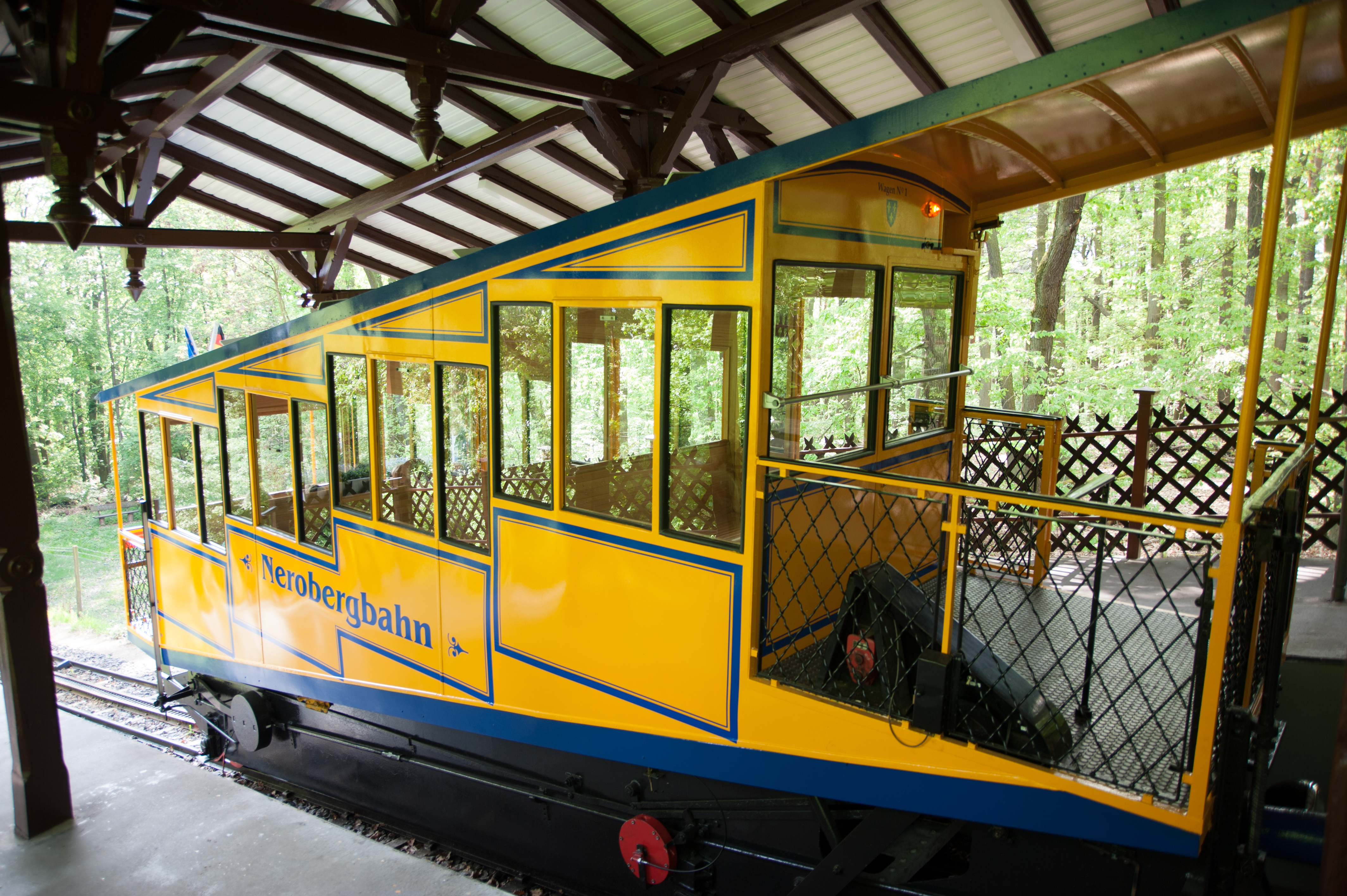
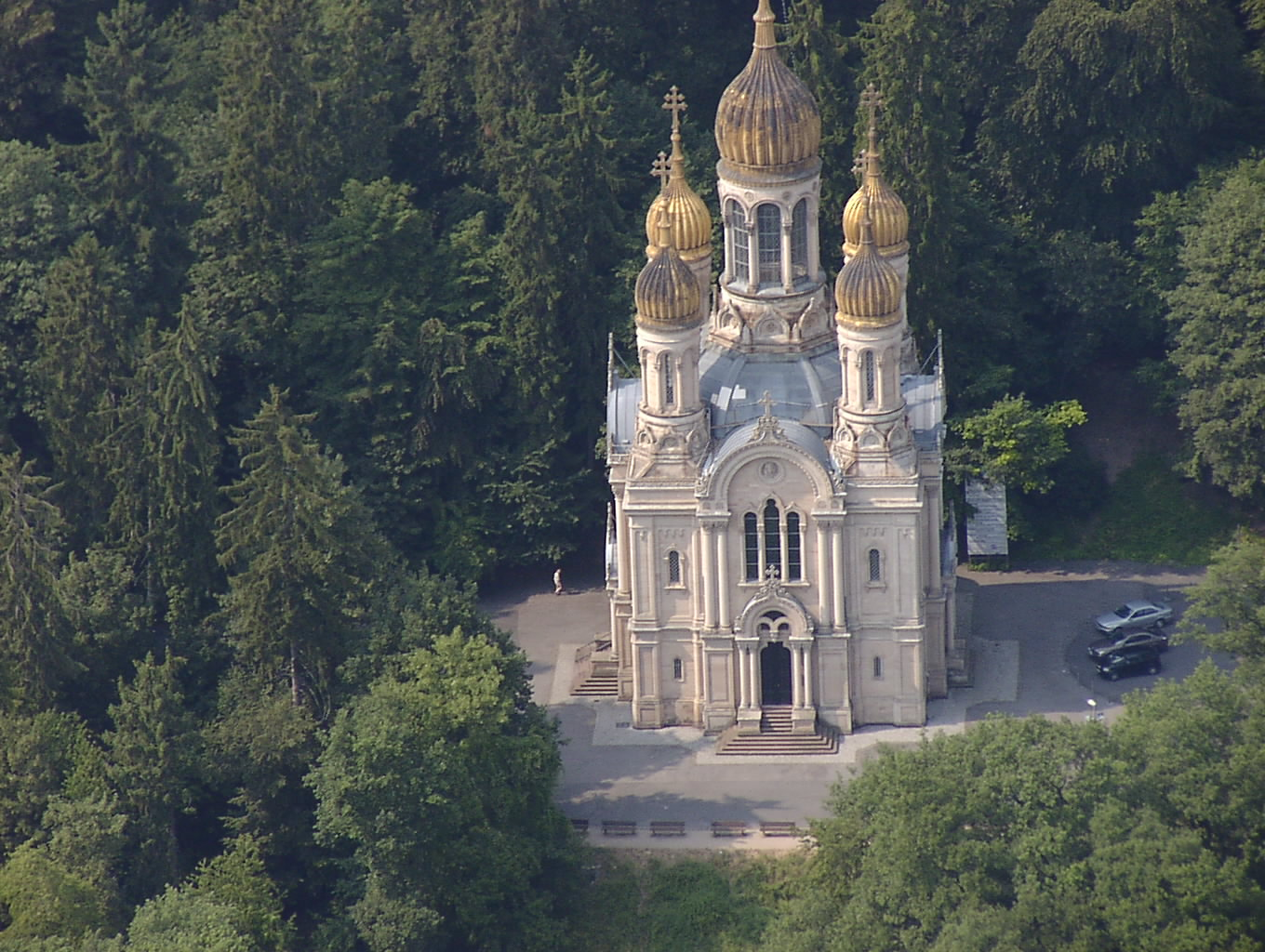
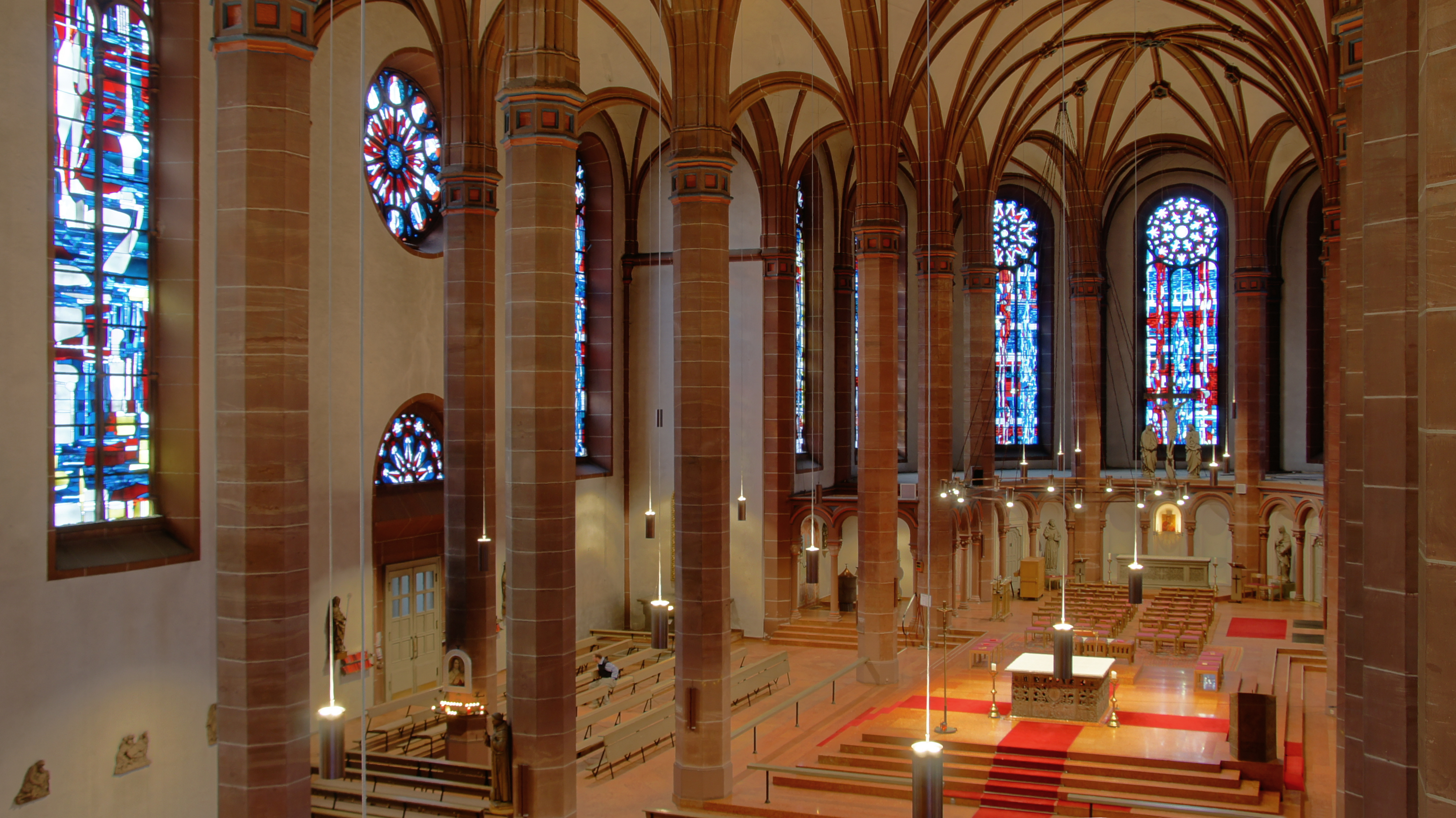